# Campionati europei di skeleton 2020
I Campionati europei di skeleton 2020 sono stati la ventiseiesima edizione della rassegna continentale europea dello skeleton, manifestazione organizzata annualmente dalla Federazione Internazionale di Bob e Skeleton; si sono tenuti il 15 e il 16 febbraio 2020 a Sigulda, in Lettonia, sulla pista omonima. La località lettone ha ospitato le competizioni europee per la prima volta nel singolo femminile e in quello maschile.
Anche questa edizione si è svolta con la modalità della "gara nella gara" contestualmente all'ottava e ultima tappa della Coppa del Mondo 2019/2020.
Vincitrice del medagliere è stata la Lettonia, capace di ottenere un titolo su due e due medaglie sulle sei assegnate in totale: quella d'oro venne conquistata da Martins Dukurs nel singolo maschile, al suo undicesimo alloro europeo consecutivo, mentre in quello femminile la vittoria è andata alla russa Elena Nikitina, per la terza volta sul gradino più alto del podio continentale.

## Risultati

### Singolo donne
La gara è stata disputata il 16 febbraio 2020 nell'arco di due manches e hanno preso parte alla competizione 18 atlete in rappresentanza di 12 differenti nazioni. Campionessa uscente era l'austriaca Janine Flock, vincitrice anche nel 2014 e nel 2016, giunta terza al traguardo in questa edizione; il titolo è stato pertanto vinto dalla russa Elena Nikitina, al suo terzo alloro continentale dopo quelli conquistati nel 2013 e nel 2018, sopravanzando la svizzera Marina Gilardoni, vincitrice della medaglia d'argento e già bronzo nel 2016, e Janine Flock, cui andò il bronzo.
| Pos. | Atlete             | Nazione       | 1ª manche | 2ª manche | Totale  | Distacco |
| ---- | ------------------ | ------------- | --------- | --------- | ------- | -------- |
|      | Elena Nikitina     | Russia        | 51"85     | 52"02     | 1'43"87 | –        |
|      | Marina Gilardoni   | Svizzera      | 52"36     | 51"85     | 1'44"21 | +0"34    |
|      | Janine Flock       | Austria       | 52"29     | 52"02     | 1'44"31 | +0"44    |
| 4    | Julija Kanakina    | Russia        | 52"45     | 51"96     | 1'44"41 | +0"54    |
| 5    | Kim Meylemans      | Belgio        | 52"65     | 52"07     | 1'44"72 | +0"85    |
| 6    | Renata Chuzina     | Russia        | 52"50     | 52"32     | 1'44"82 | +0"95    |
| 7    | Sophia Griebel     | Germania      | 52"61     | 52"53     | 1'45"14 | +1"27    |
| 8    | Jacqueline Lölling | Germania      | 52"71     | 52"45     | 1'45"16 | +1"29    |
| 9    | Kimberley Bos      | Paesi Bassi   | 53"07     | 52"29     | 1'45"36 | +1"49    |
| 10   | Kimberley Murray   | Gran Bretagna | 52"92     | 52"45     | 1'45"37 | +1"50    |

Nota: in grassetto il miglior tempo di manche.

### Singolo uomini
La gara è stata disputata il 15 febbraio 2020 nell'arco di due manches e hanno preso parte alla competizione 20 atleti in rappresentanza di 12 differenti nazioni. Campione uscente, nonché vincitore delle ultime dieci edizioni, era il lettone Martins Dukurs, che ha riconfermato il titolo europeo per l'undicesima volta consecutiva, sopravanzando il fratello Tomass Dukurs, vincitore della medaglia d'argento e già oro nel 2016 a pari merito con Martins, e il tedesco Felix Keisinger, alla sua prima medaglia continentale, cui andò il bronzo.
| Pos. | Atleti               | Nazione       | 1ª manche | 2ª manche | Totale  | Distacco |
| ---- | -------------------- | ------------- | --------- | --------- | ------- | -------- |
|      | Martins Dukurs       | Lettonia      | 50"15     | 49"94     | 1'40"09 | –        |
|      | Tomass Dukurs        | Lettonia      | 50"54     | 50"36     | 1'40"90 | +0"81    |
|      | Felix Keisinger      | Germania      | 50"80     | 50"58     | 1'41"38 | +1"29    |
| 4    | Aleksandr Tret'jakov | Russia        | 50"55     | 50"89     | 1'41"44 | +1"35    |
| 5    | Alexander Gassner    | Germania      | 50"62     | 50"93     | 1'41"55 | +1"46    |
| 6    | Nikita Tregubov      | Russia        | 50"83     | 50"76     | 1'41"59 | +1"50    |
| 7    | Marcus Wyatt         | Gran Bretagna | 50"70     | 50"99     | 1'41"69 | +1"60    |
| 8    | Evgenij Rukosuev     | Russia        | 50"73     | 51"10     | 1'41"83 | +1"74    |
| 9    | Jerry Rice           | Gran Bretagna | 51"47     | 50"85     | 1'42"32 | +2"23    |
| 10   | Samuel Maier         | Austria       | 51"13     | 51"27     | 1'42"40 | +2"31    |

Nota: in grassetto il miglior tempo di manche.

## Medagliere
| Pos.   | Nazione  | Oro | Argento | Bronzo | Totale |
| ------ | -------- | --- | ------- | ------ | ------ |
| 1      | Lettonia | 1   | 1       | 0      | 2      |
| 2      | Russia   | 1   | 0       | 0      | 1      |
| 3      | Svizzera | 0   | 1       | 0      | 1      |
| 4      | Austria  | 0   | 0       | 1      | 1      |
| 4      | Germania | 0   | 0       | 1      | 1      |
| Totale | Totale   | 2   | 2       | 2      | 6      |